# Premi Platino a la millor actriu secundària
El Premi Platino a la millor actriu secundària (castellà: Premio Platino a la mejor actriz de reparto/Premio Platino a la mejor interpretación femenina de reparto) és un dels Premis Platino, premis de cinema d'Iberoamèrica. Es va presentar per primera vegada l'any 2021, i fou guanyat per primer cop per l'actriu espanyola Nathalie Poza pel seu paper de Violeta a La boda de Rosa. Abans d'això, les actuacions femenines de suport estaven incloses a la categoria Millor Actriu.
A la llista següent es mostra primer el guanyador del premi de cada any, seguit dels altres nominats.

## Guanyadors i nominats

### 2020
| Any              | Receptor                      | Personatge         | Títol                 |
| ---------------- | ----------------------------- | ------------------ | --------------------- |
| 2021 VIII edició | Nathalie Poza                 | Violeta            | La boda de Rosa       |
| 2021 VIII edició | Yanina Ávila                  | Gladys Pereyra     | Crímenes de familia   |
| 2021 VIII edició | Kami Zea                      | Marta              | El olvido que seremos |
| 2021 VIII edició | Sabrina de la Hoz             | Natalia            | La Llorona            |
| 2022 IX edició   | Aitana Sánchez-Gijón          | Teresa Ferreras    | Madres paralelas      |
| 2022 IX edició   | Ana Cristina Ordoñez González | Ana (nena)         | Noche de fuego        |
| 2022 IX edició   | Milena Smit                   | Ana Manso Ferreras | Madres paralelas      |
| 2022 IX edició   | Almudena Amor                 | Liliana            | El buen patrón        |